# OSCAR 2
OSCAR 2 war ein US-amerikanischer Amateurfunksatellit. Er wurde als Nachfolger von OSCAR 1 gebaut.

## Aufbau und Mission
OSCAR 2 hatte weitgehend den Aufbau wie sein Vorgänger OSACR 1. Im Gegensatz zu ihm wurde die Oberfläche anders gestaltet, da sich zeigte, dass OSCAR 1 Probleme mit Überhitzung hatte. Durch eine optimierte Anordnung der Streifen auf der Oberfläche konnte der Temperaturverlauf während der Lebensdauer des Satelliten konstant gehalten werden.
Der Satellit wurde am 2. Juni 1962 als Sekundärnutzlast mit einem Keyhole-Satelliten mit einer Thor-Agena-Rakete von der Vandenberg Air Force Base gestartet. Am 21. Juni 1962 verglühte er beim geplanten Wiedereintritt in die Erdatmosphäre.
Seine COSPAR-Bezeichnung lautete zuerst 1962-Chi-2 und wurde mit der Umstellung im Jahre 1963 in 1962-022B geändert.